# Джеймс Патрік Даттон

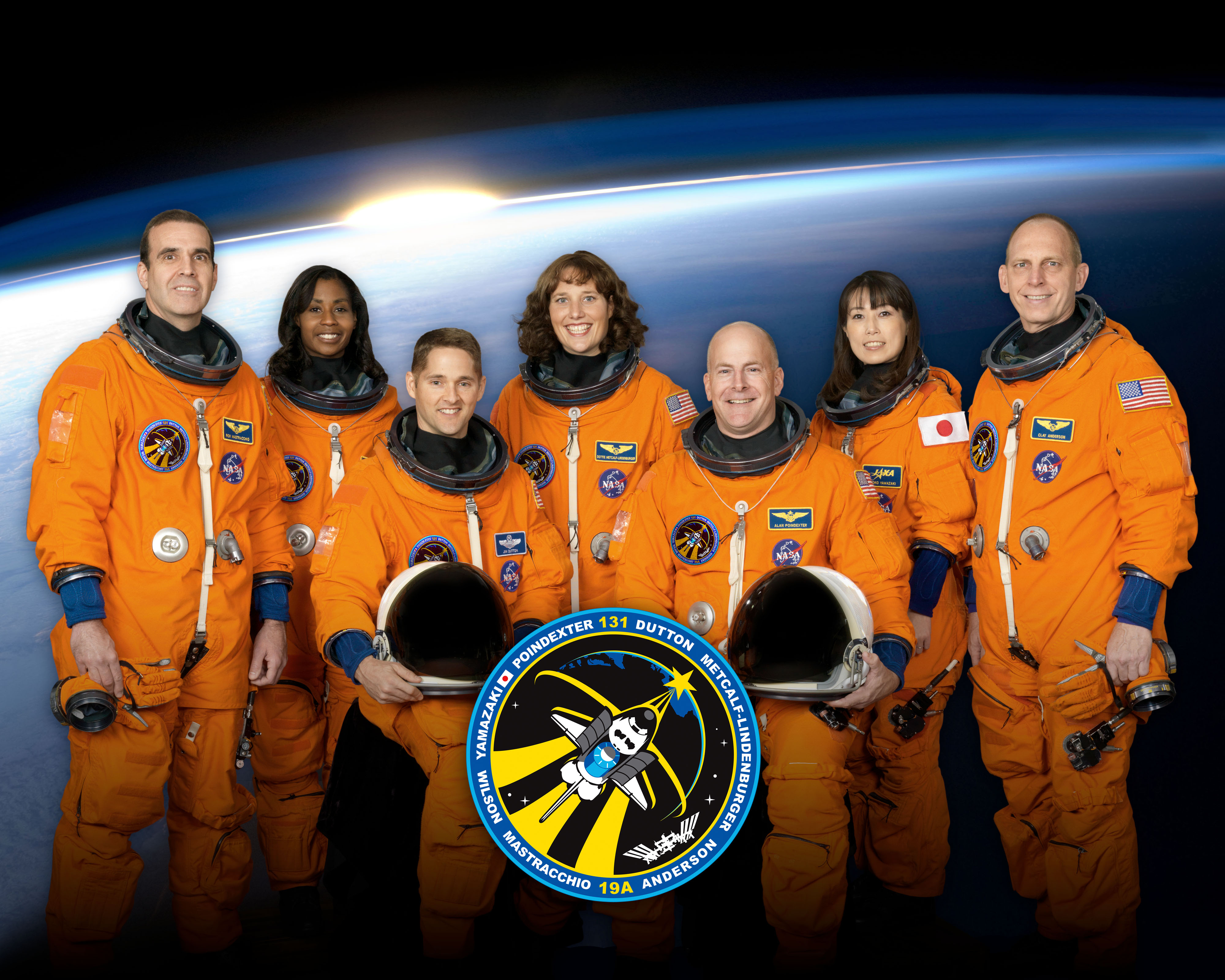
Екіпаж STS-131:Зліва направо: Мастраккіо, Вілсон, Деттон, Метклаф-Лінденбургер, Пойндекстер, Ямазакі, Андерсон.

Джеймс Патрік Даттон (англ. James "Mash" Patrick Dutton Jr).; нар. 1968). — астронавт НАСА. Здійснив один космічний політ на шатлі STS-131 (2010, «Діскавері»), полковник ВПС США..

## Особисті дані та освіта
Джеймс Даттон народився 20 листопада 1968 року в місті Юджін, штат Орегон, там же, у 1987 році, закінчив середню школу. У 1991 році отримав ступінь бакалавра в галузі авіаційної техніки в Академії ВПС США, Колорадо-Спрінгс, штат Колорадо. У 1994 році отримав ступінь магістра в галузі аеронавтики і астронавтики у Вашингтонському університеті.
Одружений з Ерін Раофф, у них четверо синів. Сім'я живе біля авіабази «Едвардс», в Каліфорнії, намічений переїзд в Х'юстон. Його батьки: Джеймс і Нита Даттон.

## Підготовка до космічних польотів
6 травня 2004 року був зарахований до загону НАСА у складі дев'ятнадцятого набору, кандидатом в астронавти. З серпня 1998 року почали проходити навчання за курсом загальнокосмічної підготовки (ЗКП). По закінченні курсу, 10 лютого 2000 отримав кваліфікацію «пілот корабля» і призначення в Офіс астронавтів НАСА. Був направлений в Центр Управління польотами, працював оператором зв'язку при польоті шаттла STS-123.

## Польоти у космос
Перший політ — STS-131, шаттл «Діскавері». З 5 по 20 квітня 2010 року, як «пілот корабля». Доставка наукового обладнання в транспортному модулі «Леонардо». Це сьомий політ модуля «Леонардо» до Міжнародної космічної станції (МКС). У модулі «Леонардо» упаковані нові спальні місця для членів екіпажу МКС, продукти і одяг для екіпажу МКС, нова лабораторна морозильна камера, спортивний тренажер, запасні частини для системи регенерації води, експериментальне обладнання і стійки з витратними матеріалами. У «Леонардо» також знаходиться спеціальне огородження, яке має бути змонтовано в модулі «Дестини», призначене для створення ефекту темної кімнати, з метою поліпшення умов спостереження і фотографування Землі. У модулі «Леонардо» розміщені корисні вантажі загальною вагою близько 8,5 тонн. У вантажному відсіку шаттла також поміщений бак для аміаку, який астронавтам належить встановити на станції і включити його в систему охолодження. Загальна вага обладнання та матеріалів, доставлених на станцію, становить понад 10 тонн. Тривалість польоту склала 15 діб 2:00 47 хвилин.
Другий політ — STS-67, шаттл «Індевор». З 2 по 18 березня 1995 року, на той час — найтриваліший політ шаттла, як спеціаліст з корисного навантаження. Екіпажем проводились роботи в космічній обсерваторії багаторазового використання «Астро-2». Тривалість польоту склала 16 діб 15 годин 10 хвилин.
Загальна тривалість польотів в космос — 25 днів 14 годин 16 хвилин.